# Col de Hayden Mountain
Le col de Hayden Mountain (Hayden Mountain Summit ou Hayden Moutain Pass en anglais) est un col de montagne permettant à l'Oregon Route 66 de franchir d'est en ouest la chaîne des Cascades et de rejoindre les montagnes Siskiyou, près de la côte Pacifique en Oregon. Le col se trouve à 1 434 m l'altitude.